# Ruth Lorenzo Pascual
Ruth Lorenzo Pascual   (Las Torres de Cotillas, 10 de novembre de 1982), coneguda simplement com a Ruth Lorenzo, és una cantant i compositora espanyola, coneguda per la seva participació en el concurs The X Factor en 2008 i per ser la compositora de diversos èxits del grup Auryn o Dannii Minogue. Al 2014 va ser triada per representar a Espanya en el Festival de la Cançó d'Eurovisió 2014 amb el tema «Dancing in the Rain», on va finalitzar en 9 posició empatant amb Dinamarca amb 74 punts.
El 2022, va actuar a la segona semifinal del Benidorm Fest com a artista convidada interpretant Bailar pegados.

## Primers anys
Ruth Lorenzo va néixer el 10 de novembre de 1982 a la petita localitat de Las Torres de Cotillas (Múrcia). Des de molt petita es va sentir molt atreta pel món de la música. Quan va escoltar, per primera vegada, el musical Annie, va dir que li agradaria cantar aquestes cançons en anglès, malgrat no saber què deien. Quan tenia sis anys va descobrir el món de l'òpera en escoltar a Montserrat Caballé. A l'edat de 12 anys s'ha de traslladar als Estats Units amb la seva família, això suposarà el seu primer contacte amb la música a l'escola. A causa de la insistència dels seus professors comença a acudir a càstings per aconseguir papers en musicals i aconsegueix participar en El Fantasma de l'Òpera i My Fair Lady.
Als 16 anys torna a Espanya i comença a rebre classes de cant, però aviat les haurà de deixar a causa dels problemes financers de la seva família.
Amb 19 anys funda una banda de rock amb la qual realitza una gira per Espanya durant tres anys per després començar la seva carrera en solitari. En 2002 es va presentar a les audicions per participar en la segona edició d'Operació Triomfo però va ser rebutjada. Després d'això va signar un contracte amb Polaris World, per actuar en els estius, a més de treballar com a relacions públiques.

## 2008: The X Factor
En el 2008 va participar en el càsting de la cinquena edició de The X Factor. La primera cançó que va cantar va ser «(You Make Me Feel Like) A Natural Woman» i amb ella va aconseguir la passada per part del jurat (Simon Cowell, Cheryl Col·le, Dannii Minogue i Louis Walsh). De nou va superar el repte del BootCamp i es va classificar per a l'última fase del cásting, que es va dur a terme en Saint-Tropez. Va ser enquadrada en la categoria Over-25s i va tenir com a mentora a Dannii Minogue. Després de realitzar una versió de «True Colors», va cantar en espanyol. En aquest moment, Minogue va decidir que era una de les tres triades per arribar a la fase final del programa, els Live Shows.
En el concurs, malgrat no comptar amb una regió britànica que la recolzés, va ser aconseguint seguidors amb les seves actuacions, rebent afalacs de gent com el propi Simon Cowell, de l'actriu Judi Dench, de l'actor Johnny Depp, del grup de música Take That, o fins i tot, del llavors primer ministre britànic Gordon Brown.
Durant el transcurs del programa, va estar dues vegades en risc de ser eliminada, la primera va ser salvada pel públic, en produir-se un deadlock. Lorenzo va realitzar una versió de «Purple Rain», que va donar lloc a un fenomen viral amb diversos milions de visites diàries als vídeos de la seva actuació en Youtube, encara que finalment aquests vídeos van haver de ser esborrats a petició dels advocats de Prince, l'autor original de la cançó. La segona vegada va ser salvada pel jurat, interpretant una versió del tema de Bob Dylan «Knockin' on Heaven's Door». Va aconseguir arribar fins a les semifinals, sent eliminada a dues gales de la final quan solament votava el públic; i a pesar que, segons l'opinió del jurat, la seva última actuació al programa (cantant «Always») havia estat la millor interpretació d'aquesta edició de The X Factor, i una de les millors de la història del programa. Finalment, Ruth va quedar en cinquena posició.[cita requerida]
L'èxit generat per la seva participació en el concurs li va portar a ser una de les favorites per representar a Regne Unit en Eurovisió, encara que finalment va ser la delegació irlandesa la que li va oferir representar a Irlanda en el festival aquest mateix any, encara que ella va rebutjar la proposició al·legant que encara no estava preparada.

## Després de X Factor
Després d'acabar el concurs, Ruth Lorenzo va realitzar diversos concerts a Regne Unit i Irlanda durant els mesos de desembre de 2008 i gener de 2009. Durant els mesos de febrer i març de 2009 va estar de gira amb diversos dels seus companys d'edició en el: X Factor Live. El 30 d'abril de 2009, després d'actuar en Bubblegum Clubs 15th Anniversary Party en el The Dandelion Pub de Dublín, va anunciar que havia signat un contracte discogràfic amb Virgin Records / EMI per publicar el seu primer disc abans de finals d'any. Això va provocar un disgust a Simon Cowell per no haver signat per la seva companyia, encara que segons la pròpia Lorenzo, ell mai li va arribar a oferir un contracte. Així mateix, el cantant de Aerosmith, Steven Tyler va acceptar escriure alguna cançó per a ella i Slash i Carlos Santana van escriure el seu senzill debut, que es llançaria a la fi de 2009.8
Durant aquest any, va alternar els enregistraments del seu primer treball amb nous concerts. L'11 de juliol va cantar en l'Hamilton Park Racecourse amb els seus companys d'edició de The X Factor, Diana Vickers i JLS (banda de pop). El 8 d'agost va actuar en l'Ashfield Show de Sutton-in-Ashfield, Nottinghamshire.9 El dia 28 d'agost va realitzar un concert benèfic amb Polaris World a Múrcia, destinat a Polaris World Projects a Àfrica. El 14 de novembre de 2009 va actuar en el Paisley Christmas Lights Switch On Event, dut a terme en Paisley Town Centre.
A la fi d'any comença a desenganxar la seva carrera musical a Espanya. La cadena de televisió Quatre li va proposar que escrivís una cançó per a la seva nova sèrie de sobretaula, Valentes. Ella va acceptar i va compondre una cançó per a l'obertura de la sèrie, «Vull Ser Valenta», i una altra per als crèdits finals titulada «Et Puc Veure». Per donar-li major promoció, Ruth va actuar el 22 de gener de 2010 al programa Fama a ballar!, sent aquesta la seva primera actuació per al públic espanyol.10
Al juliol de 2010 Lorenzo va revelar, al programa Style Queen d'ITV2, que va compondre diverses cançons per a l'àlbum torno de Dannii Minogue, una d'elles titulada «Because You Are Beautiful».11 Passat l'estiu i sense notícies del seu primer àlbum debut, Ruth Lorenzo va publicar una entrada en el seu blog12 en la qual va confirmar que a causa de «diferències creatives» trenca el seu contracte amb Virgin Records / EMI, deixant parada la producció del seu disc.

## 2008-2014
Malgrat no comptar amb el suport d'una discogràfica, en 2011 va publicar el seu primer senzill oficial en solitari, «Burn», el 27 de juny a Espanya i el 7 d'agost en el Regne Unit, mitjançant crowdfunding. El EP inclou el senzill homònim «Burn», el senzill promocional «Eternity» i «Burn» (Acoustic Version), escrites per Francis Rodino (Caiyo) i publicades també en el seu àlbum Circles and Squares13
Ruth va anunciar que llançaria The Raspberry Pattern, el seu àlbum debut,14 de forma independent i amb una banda homònima a la fi d'aquest mateix any,15 però després de diversos problemes de finançament l'àlbum mai es va arribar a llançar.16
A les Festes de Primavera de Múrcia 2012, va ser nomenada Donya Sardina després d'actuar com telonera dels Mojinos Escozíos en el seu concert del 13 d'abril, a la capital murciana.17
Durant aquest temps va seguir oferint concerts en sales i auditoris d'Espanya, Irlanda i Regne Unit i compon temes per a altres artistes, entre ells per al grup Auryn.18
En l'estiu de 2012 va llançar un senzill de descàrrega gratuïta, titulat «The Night», que es va poder aconseguir a través de Facebook. Al juny de 2013 va ser llançat oficialment com el seu senzill debut a Regne Unit. Així mateix, va confirmar que estava començant a treballar en nou material per al seu primer àlbum d'estudi.19
A mitjan novembre de 2013 va publicar en YouTube un avançament d'un nou tema anomenat «Love Is Dead» i al desembre d'aquest mateix any ho llança com a senzill en iTunes, Spotify, Play Store i altres plataformes digitals al costat de la cançó «Pain» com a cara b sota el segell de la discogràfica britànica independent H&I Music.

## 2014: Eurovisió
El 20 de gener TVE va fer públic que Ruth Lorenzo havia estat triada per participar en una preselecció per triar el representant d'Espanya en el Festival de la Cançó d'Eurovisió 2014 al costat d'altres quatre artistes.20 Això es produïa uns mesos després que webs especialitzades realitzessin un sondeig entre el públic eurofan i jurats internacionals de 13 països per triar el representant ideal d'Espanya en el festival, en la qual Ruth Lorenzo va acabar en segona posició d'entre una selecció de cent artistes espanyols.21 Després d'anunciar-se els noms dels participants de la preselecció (Brequette Cassie, La Dama, Raúl, Jorge González i ella mateixa) Ruth partia com a favorita per representar a Espanya en Eurovision. No obstant això, després que cada artista presentés el seu tema per al concurs, la competició es va tornar molt interessant lloc que Brequette també va obtenir l'aprovació i el suport de la gent i es va convertir en l'altra favorita i màxima rival de Ruth.22
Al febrer presenta la cançó «Dancing in the Rain», aconseguint col·locar-se com a nombre 1 de la llista de cançons més venudes en iTunes Espanya durant 3 hores23 en el mateix dia del seu llançament (18 de febrer de 2014) i entrant en la setena posició de la llista de les cançons més venudes de la setmana del 17 al 23 de febrer, elaborada per PROMUSICAE, sent aquesta l'entrada més forta de la setmana.24 El 22 de febrer d'aquest mateix any, Ruth participa amb aquesta cançó en la gala per triar el representant espanyol en Eurovisió (Mira qui va a Eurovisió) en La 1 de TVE. Després d'empatar amb Brequette en la primera posició, finalment va guanyar gràcies al vot del públic (igual que es fa en Eurovisió), convertint-se així en la triada per representar a Espanya en el Festival de la Cançó d'Eurovisió 2014 amb un 30,97% dels vots, enfront del 27,40% que va aconseguir la segona classificada (Brequette).25 26 27
Després dels últims retocs de la cançó, el 14 de març es va estrenar el videoclip oficial de Dancing in the Rain.28 El video va ser dirigit per Paloma Zapata. Comença amb un ambient íntim i d'aspecte industrial marcat per plànols tancats que serveixen per presentar a la seva figura principal: Ruth Lorenzo. "Busquem un entorn que transmetés sensació de desassossec, un espai en ruïnes. Volíem fer alguna cosa molt visual, artístic i experimentar amb la imatge, trencar amb els estereotips del que se sol fer per Eurovisió, que sol tenir una imatge més clàssica i conservadora", va explicar Paloma. En el videoclip Ruth realitza una coreografia amb el ballarí Giusseppe di Bella

## El Festival
Las casas de apuestas situaron la candidatura española entre los puestos 15 y 18. Sin embargo gracias a su actuación en la 6ª edición de Eurovision in Concert 201430 (un evento promocional de Eurovision en el que participan los artistas representantes de los países participantes ese año en Eurovision en un concierto que se celebra un mes antes del festival aproximadamente, aunque solo participan los artistas que lo deseen, no están obligados a asistir) que se celebró en Amsterdam el 5 de abril, Ruth consiguió ascender hasta los puestos 10 y 11 en las casas de apuestas. Y más tarde, durante los ensayos que se organizan la semana antes del festival también consiguió el apoyo de la prensa acreditada, a los que sorprendió con sus actuaciones.

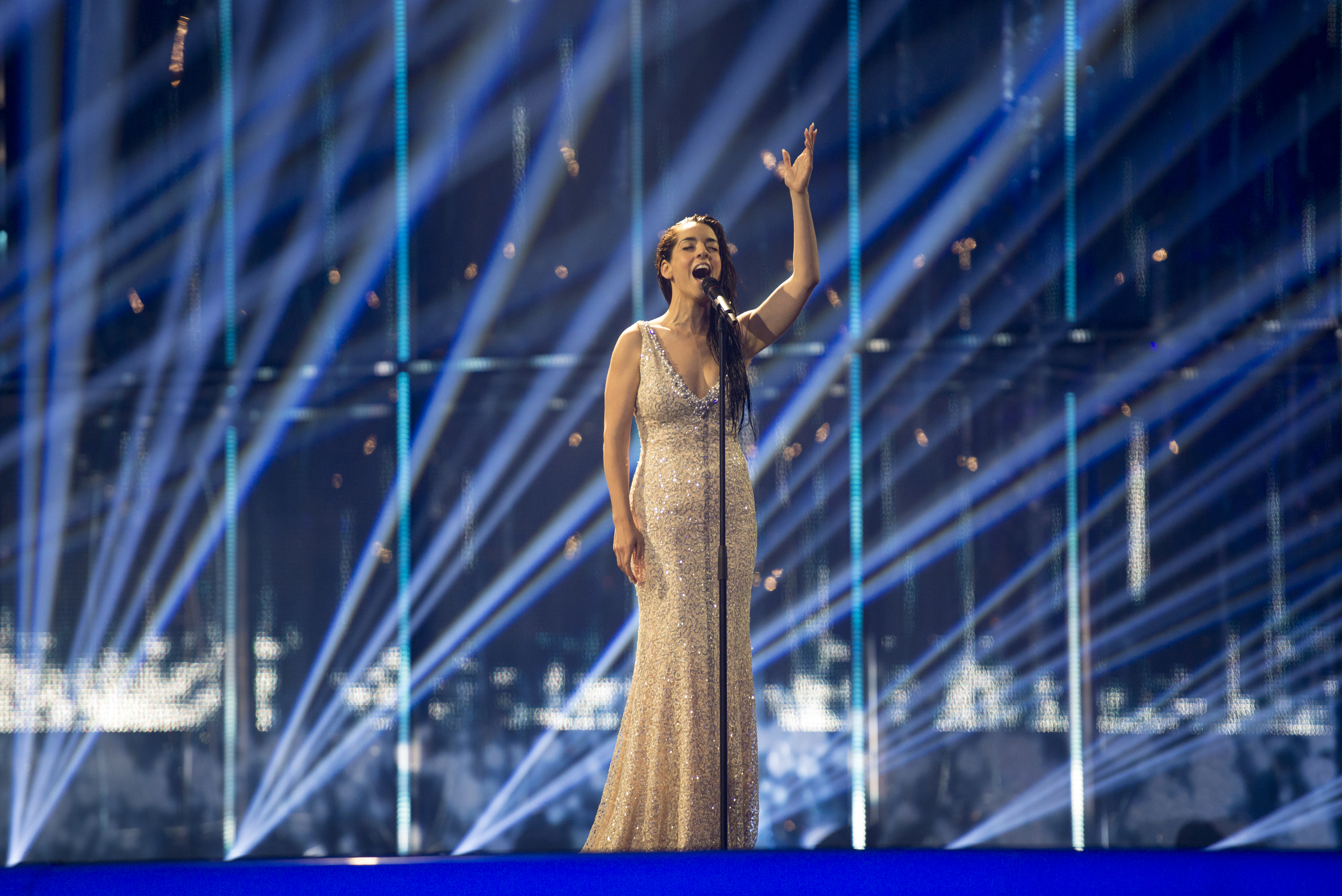

El 10 de mayo de 2014 se celebró la final del Festival de la Canción de Eurovisión 2014 en Copenhague, donde actuó en el 19º lugar y finalizó con 74 puntos, recibidos de 17 países, obteniendo mayor apoyo desde Suiza (8) y Albania (12). Por contra, cabe destacar la sorpresa de Portugal, que no otorgó ningún punto a la canción de Ruth.31 Empató en la 9.ª posición con Dinamarca, pero debido a la norma del concurso que explica que en caso de empate prevalece el país votado por más países, ocupó la 10.ª posición al ser Dinamarca votada por 18 países. Su actuación alcanzó una cuota de pantalla en TVE de 40,9%.32 Teniendo en cuenta el desglose del televoto y jurado, habría terminado en la 11ª posición por el jurado con 83 puntos y en la 15ª posición por el público con 41 puntos. Sin embargo, la combinación 50% jurado y 50% televoto le dio la 10ª posición.33 Ruth declaró que estaría dispuesta a repetir la experiencia en 2017, tras haber realizado la gira con su nuevo disco. Además, tiene pensado hacer un dueto con su amiga y ganadora del concurso, Conchita Wurst.
El resultado logrado por Ruth representando a España en Eurovisión es el mejor junto al de Pastora Soler en la última década

## Planeta Azul
A la fi de 2013 confirma que ha signat amb una nova discogràfica, Roster Music, estrena nova pàgina web i logo, i anuncia que en 2014 es publicarà el seu primer àlbum d'estudi. El disc es dirà Planeta Blau, i segons declaracions de la pròpia Ruth les cançons seran majoritàriament en castellà.34
Al gener de 2014, preparant la seva volta al mercat musical espanyol, llança diverses versions d'èxits com «La La La» de Naughty Boy i Sam Smith, «Royals» de Lorde, «Stay» de Rihanna o «Without You» de David Guetta, obtenint una bona rebuda per part de la crítica i els mitjans especialitzats.[cita requerida]
El 13 de març de 2014, Ruth és l'artista convidada de la semifinal de la 3a edició de La teva cara em sona, on va imitar a Whitney Houston cantant la cançó «I Have Nothing».35 També es va parlar sobre la seva elecció per representar a Espanya en Eurovisió, ja que Mónica Naranjo, jurat tant de La teva cara em sona com de la gala en la qual es va triar el representant espanyol, preferia la cançó de Brequette a la de Ruth.36
A l'agost de 2014, Ruth va volar cap a Estocolm, Suècia, on va començar a gravar les cançons del seu àlbum Planeta Blau, treballant amb el productor Chris Wahle. La producció de l'àlbum es va realitzar entre Barcelona i Estocolm.37

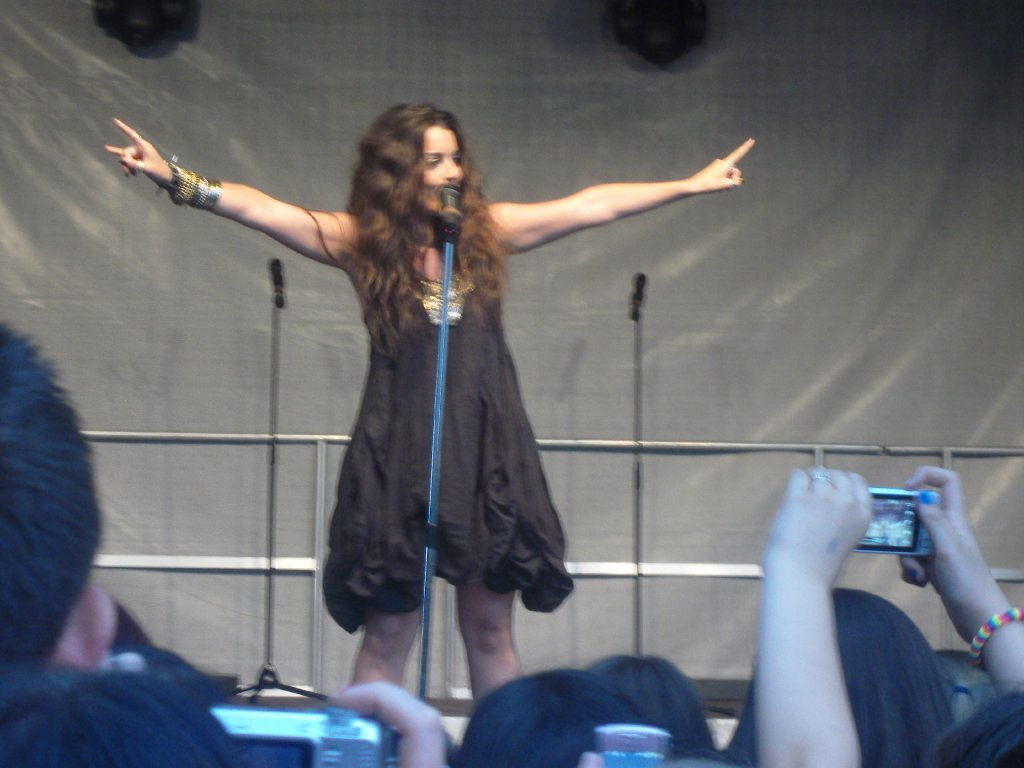

El 15 de setembre de 2014 Ruth és convidada al segon programa de Petits gegants per participar en un dels reptes que se li proposen als petits concursants, que va ser cantar amb ells el seu Dancing in the Rain perquè obtinguessin punts extra.38 Tan sol una setmana més tard, el 25 de setembre, és convidada al costat de la seva neboda Rebecca a la tercera gala de La teva cara em sona mini, on Ruth va imitar l'actuació de Sia amb la seva cançó Chandelier i Rebecca imito el ball de l'actuació protagonitzat per la petita Maddie Ziegler,.39
El dilluns 29 de setembre Ruth va anunciar mitjançant les xarxes socials l'estrena del segon single del seu àlbum, Gegants, al programa Ho + 40 dels 40 principals l'1 d'octubre, i que sortiria a la venda el dia 7 d'octubre.40 Així mateix va anunciar que el seu àlbum debut, Planeta Blau sortiria a la venda en format físic i digital el dia 27 d'octubre, començant aquest mateix dia la signatura de discos a la seva ciutat natal (Múrcia). El dia 21 d'octubre va estrenar dos temes nous anomenats Renuncio i Planeta Blau els quals van tenir èxit en arribar a ser 4º i 6º en ITUNES respectivament i un dia després es va estrenar el 'videoclip' de Gegants dirigit de nou per Paloma Zapata, i produït per la Fàbrica Taronja. Una setmana més tard publica "Rei de cors" al costat de Miguel Poveda.
El 27 d'octubre el disc es convertia en la seva estrena en nº1 en Itunes Espanya en menys d'una hora de la seva publicació. També va aconseguir fer-se un buit en les llistes de Itunes d'Irlanda, Suècia, Estònia, Colòmbia i Panamà.